# Leea macropus
Leea macropus är en vinväxtart som beskrevs av Lauterb. & K. Schum.. Leea macropus ingår i släktet Leea och familjen vinväxter. Inga underarter finns listade i Catalogue of Life.